# Væggelus
Væggelus (Cimicidae), er en familie af blodsugende tæger, som består af ca. 75 arter. Hos de fleste arter suger både nymfer og voksne blod af flagermus, svaler og mursejlere.
Menneskets væggelus hedder Cimex lectularius på latin, men kaldes også væggetøj eller sengetæge. De er 5-6 mm lange og har ingen vinger. De suger blod om natten og gemmer sig i revner o.lign. Det er ikke muligt at få overført sygdomme af dem, men de kan fremkalde kløe og hævelser, som ved loppebid.
Væggelusen var stort set udryddet omkring midten af 1900-tallet, men er de seneste år været i voldsomt fremmarch i den vestlige verden pga. den øgede rejseaktivitet.
Et godt middel til at skaffe sig af med væggelus er at drysse pulveriseret moler (Diatomit) på alt i rummet, hvor der er væggelus.
Væggelus har et ydre lag voks og det pulveriserede moler klæber til vokslaget og dehydrerer væggelusene indenfor få dage. Man skal dog ikke bruge diatomit beregnet til svømmebasiner og diatomiten skal være ren, da den type, som benyttes til svømmebasiner, er skadelig for mennesker og må under ingen omstændigheder drysses indendøre i et hjem.[kilde mangler]